# Banca Tercas
Banca Tercas S.p.A. nacque nel 1939 come Cassa di Risparmio della Provincia di Teramo dalla fusione di due antiche piccole Casse di Risparmio, quella di Nereto e quella di Atri. È stata incorporata in Banca Popolare di Bari nel 2016.

## Storia
La Tercas (Cassa di risparmio della provincia di Teramo) nasce il 12 ottobre 1939 dalla fusione di due antiche piccole Casse di risparmio, quelle di Nereto e Atri, molto tardi comunque rispetto alle sue omonime Carichieti e Carisap, rispettivamente Cassa di Risparmio della Provincia di Chieti e Cassa di Risparmio di Ascoli Piceno.
La massa fiduciaria con cui inizia la sua attività, nel gennaio del 1940, ammonta a lire 13.596.722. Gli sportelli sono 11 (Teramo, Atri, Nereto, Arsita, Castilenti, Notaresco, Pineto, Silvi Marina, Martinsicuro, Villa Penna-Sant'Onofrio, Sant'Egidio alla Vibrata) e 29 i dipendenti.
Nell'arco del primo trentennio di attività la massa fiduciaria arriva a lire 43.138.746.790 (bilancio 1968) e il patrimonio sale a lire 1.254.492.180; le filiali diventano 25 e il personale dipendente cresce a 188 unità.
Lo sviluppo continua in modo sinergico con il territorio, con rapidità l'istituto assume sempre maggiore importanza nell'economia teramana e nel 1973 la Cassa raggiunge il prestigioso traguardo dei 100 miliardi di lire di depositi: una pregevole medaglia dello scultore giuliese Venanzo Crocetti ne sigla il ricordo perenne.

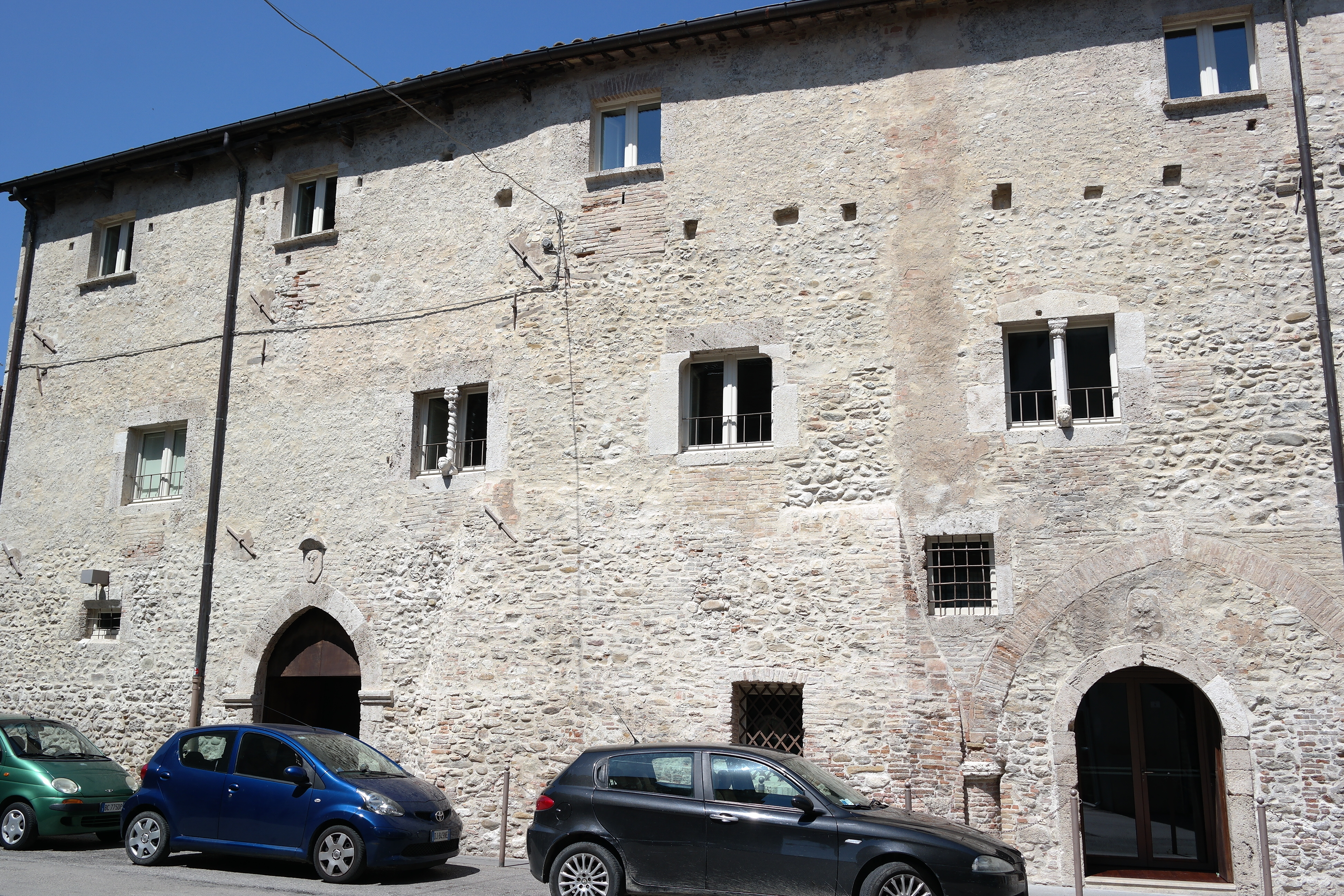
Casa patrizia dei Melatino a Teramo, sede della Fondazione TERCAS

Nel 1979 la massa fiduciaria si attesta a lire 462.919.874.200, gli sportelli salgono a 42 e il personale dipendente a 381 unità.  Sotto la presidenza di Lino Nisii (presidente dell'Istituto dal 1982-2012), la Tercas attua un progetto di espansione territoriale aprendo nuove filiali nelle limitrofe province di Chieti, Pescara, L'Aquila, Ascoli Piceno e più tardi anche nelle limitrofe regioni di Molise e Marche, e spingendosi anche in Emilia-Romagna.
Nel 1992 in seguito alla legge Amato per la separazione delle banche dalle fondazioni, fu istituita la Fondazione Tercas e la Cassa diventa una società per azioni. La fondazione detiene 80% della banca e Cariplo il 20%.
La massa fiduciaria e gli impieghi continuano a crescere raggiungendo, alle soglie del 2000, rispettivamente i 3.000 e i 1.500 miliardi di lire.
Nell'ottobre 2006 la Fondazione Tercas cede il 15% della partecipazione nella Banca Tercas S.p.A. a investitori individuali; si tratta di 7.500.000 azioni ordinarie per un valore nominale di 3,9 milioni di euro cedute mediante OPV (Offerta Pubblica di Vendita). Il prezzo di cessione, fissato in 9 euro per azione, consente alla Fondazione un incasso complessivo di 67,5 milioni di euro che determinano una plusvalenza e quindi un incremento del patrimonio netto di quasi 48 milioni di Euro. L’operazione, con oltre 5000 sottoscrittori, si conclude con un successo tale da rendere  necessaria l’assegnazione con riparto. La fondazione mantiene il 65% del capitale di Banca Tercas.
Nel 2007 Intesa Sanpaolo ha venduto il 20% che ha ereditato da Cariplo per 89 milioni di euro ad altri investitori, tra cui il Creval che ottiene il 7,8%.
La politica espansionistica di Tercas tocca il suo culmine nel 2011, quando acquista il 95% di Banca Caripe (Cassa di Risparmio di Pescara) per 228 milioni di Euro dal Banco Popolare, operazione che permette a Banca Tercas di diventare il primo gruppo bancario nella regione Abruzzo, con 163 sportelli e attivi creditizi consolidati per 5 miliardi di euro.
La fondazione Pescara Abruzzo mantiene il 5% di Banca Caripe e il 3,5 di Banca Tercas.
Al 31 dicembre 2011, la banca disponeva di un patrimonio netto di 339,098 milioni di euro ma il coefficiente di capitale di classe 1 (CET1) era pari a solo il 5,82% (secondo Basilea II).
Dal 2012 al 30 settembre 2014, Banca Tercas viene commissariata dalla Banca d'Italia.

### Il commissariamento e la vendita
Il Ministro dell’Economia e delle Finanze, con decreto del 30 aprile 2012, dispone, su proposta della Banca d’Italia, lo scioglimento degli organi con funzioni di amministrazione e controllo di Banca Tercas, sottoponendo la stessa ad Amministrazione Straordinaria ai sensi dell’art. 70, comma 1, lett. A), del Testo Unico Bancario.
Con provvedimento della Banca d’Italia del 3.5.2012 sono nominati il Rag. Riccardo Sora quale Commissario Straordinario, il prof. Antonio Blandini, il prof. Silvano Corbella e l’avv. Alessandro Portolano quali componenti del Comitato di sorveglianza; gli Organi straordinari si insediano in data 4 maggio 2012.
Con decorrenza 7 maggio 2012 il Commissario Straordinario sospende la negoziazione delle azioni ordinarie di Banca Tercas.
Il Commissario Sora, quindi,  in data 7 luglio 2014, convoca per il giorno 29 dello stesso mese di luglio l’Assemblea degli Azionisti  di Banca Tercas SpA per deliberare sulle proposte di aumento di capitale  “mediante integrale utilizzo delle riserve ed azzeramento del capitale sociale, ai sensi dell’art.2447 del  codice civile, con annullamento delle azioni ordinarie e contestuale aumento del capitale sociale, previo versamento del contributo a fondo perduto  da erogarsi da parte del Fondo Interbancario di Tutela dei Depositi per un importo pari ad  euro 265.000.000,00 (duecentosessantacinquemilioni virgola zero zero), in forma inscindibile ed a titolo oneroso riservato alla Banca Popolare di Bari Società Cooperativa per Azioni per un importo complessivo di euro 230.000.000,00 (duecentotrentamilioni virgola zero zero),  mediante emissione di 230.000.000 azioni ordinarie, del valore nominale di euro 1,00 (uno  virgola zero zero) ciascuna, con caratteristiche identiche a quelle annullate, con esclusione  del diritto di opzione ai sensi dell’articolo 2441, comma 5, del codice civile e conseguente  modifica dell’art. 6 dello Statuto sociale.”
In data 29 luglio 2014 si tiene l’Assemblea dei Soci di Banca Tercas che delibera l’aumento di capitale così come proposto dal Commissario Sora.
Con un Comunicato Stampa del 27 agosto 2014  il Commissario Sora annuncia che la Banca d’Italia, su Sua proposta e con il parere favorevole del Comitato di Sorveglianza, ha autorizzato la convocazione delle assemblee dei soci di Banca Tercas e di Banca Caripe per deliberare la ricostituzione dei rispettivi Organi Sociali, Consiglio di Amministrazione e Collegio Sindacale.
Nel Comunicato si legge altresì che si prevede di celebrare le due assemblee il giorno 30 settembre 2014.
Il Comunicato quindi conclude affermando: con l’insediamento degli Organi Sociali avranno termine le procedure di amministrazione straordinaria di Banca Tercas e di Banca Caripe ed entrambe le banche verranno restituite alla gestione ordinaria.
Il 30 settembre 2014 si svolgono le Assemblee dei soci di Tercas e di  Caripe che  provvedono  alla ricostituzione degli organi sociali  con la  conseguente conclusione della gestione commissariale avviata nel maggio 2012.
Presidente di Tercas e Caripe viene nominato Gianluca Brancadoro, docente all’Università degli Studi di Teramo. Gli altri componenti i due consigli di amministrazione (ed i due Collegi Sindacali) vengono individuati nell’ambito dei dirigenti apicali della capogruppo integrati da professionisti indipendenti.
Durante l'amministrazione speciale, il Fondo Interbancario di Tutela dei Depositi (FITD) ha ricapitalizzato la banca con 265 milioni di euro.
Il 1º ottobre 2014 Banca Tercas, al termine di questa crisi, viene acquistata dalla Banca Popolare di Bari, uno degli istituti di credito più grandi del Meridione.
Banca Popolare di Bari ha sottoscritto l'intero aumento di capitale di Banca Tercas per 230 milioni di Euro, perché il coefficiente patrimoniale di CET1 era dell'8,052% al 30 settembre 2014 (secondo base Basilea III). Tuttavia, al 31 dicembre 2014 il rapporto è sceso al 7,025%. (La Banca d'Italia ha richiesto un minimo del 4,5% che deve essere mantenuto costantemente, più il buffer del 2,5% che dovrebbe essere ripristinato il prima possibile). A dicembre del 2015 la Commissione europea ha stabilito che il precedente salvataggio era un aiuto di Stato, chiedendo alla banca di restituire l'aiuto al FITD.  Il FITD ha quindi istituito un meccanismo di intervento volontario per consentire alle banche aderenti al FITD di trasferire nuovamente capitale a Tercas per 271.868.990,25,25 €.
Nel 2016 Banca Tercas S.p.A. e la sua controllata Banca Caripe S.p.A. sono state fuse per incorporazione nella Banca Popolare di Bari. il provvedimento della Commissione è stata annullato il 19 marzo 2019 dal Tribunale dell'Unione europea.

### Attività di sponsor
È stato a lungo sponsor ufficiale del Giulianova e del Teramo calcio.
Dal 2008 il gruppo bancario teramano era il principale sponsor della Teramo Basket, società che militava nella massima serie italiana di pallacanestro.